# 우니타디탈리아 광장

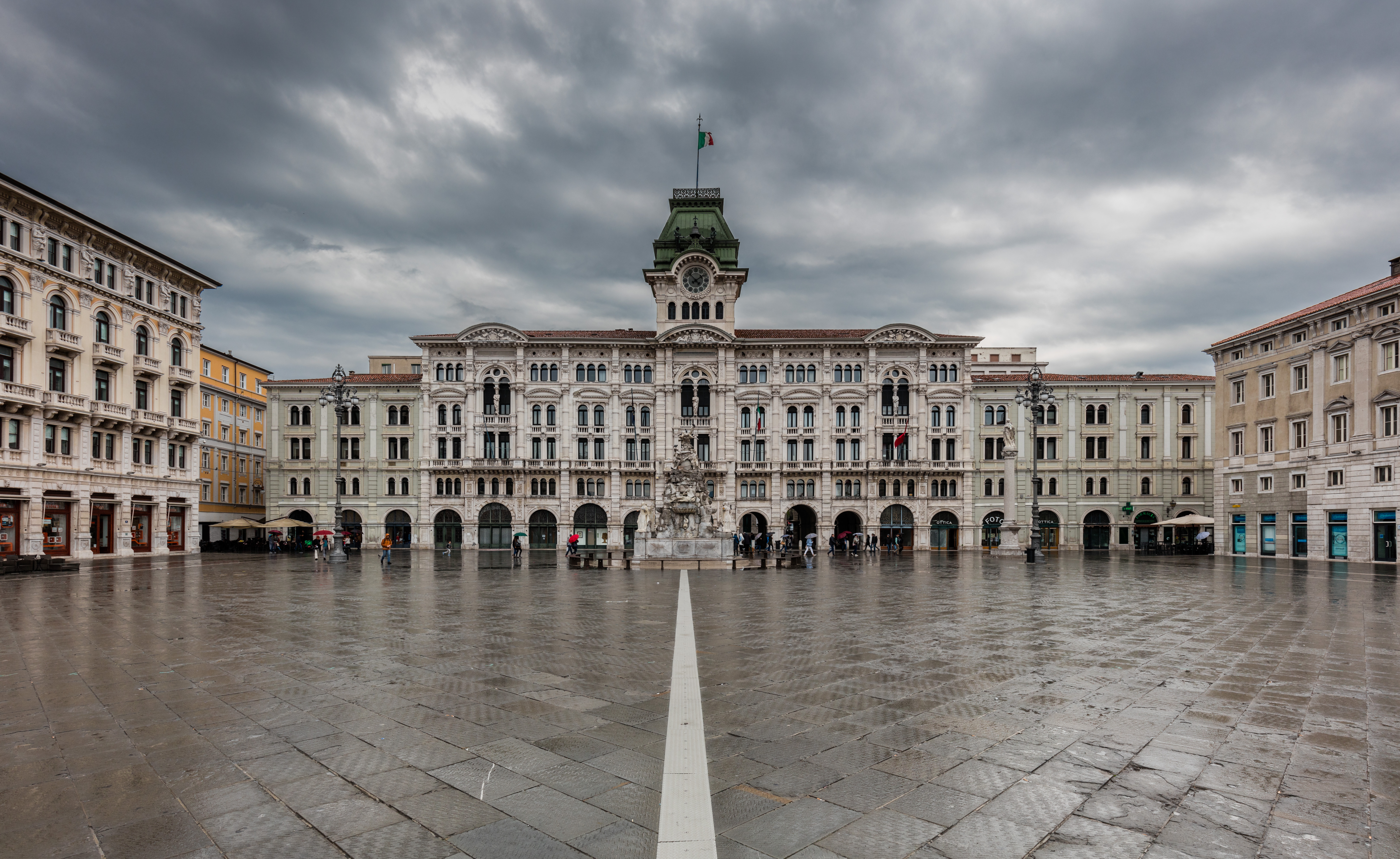
우니타디탈리아 광장

우니타디탈리아 광장(이탈리아어: Piazza Unità d'Italia)은 이탈리아 프리울리베네치아줄리아주 트리에스테의 중심 광장이다. 이 광장은 아드리아해를 마주보고 있다. 이 광장은 트리에스테가 오스트리아-헝가리 제국의 가장 중요한 항구였던 시기에 지어졌으며 광장에는 트리에스테 시청사와 여러 궁전이 있다.